# Pioneer Lines
Pioneer Lines (PRRR), bis zum 5. Mai 2021 Pioneer Railcorp., ist ein US-amerikanisches Eisenbahnunternehmen, das mehrere Shortline-Gesellschaften betreibt. Sitz des Unternehmens ist Greenwood Village (Colorado).

## Geschichte
Die Gesellschaft wurde am 31. Januar 1986 von dem in Peoria (Illinois) lebenden Guy Brenkman als Pioneer Railroad gegründet. Durch die großen Eisenbahngesellschaften wurden ab Beginn der 1980er Jahre durch die Deregulierung im Bahnbereiches durch den Staggers Rail Act vielfach Nebenbahnstrecken stillgelegt. Er sah die Möglichkeit seinen Traum zu verwirklichen, entsprechende Bahnstrecken zu erwerben und einen Betrieb durchzuführen. Da er jedoch keinerlei Erfahrung im Management einer Bahngesellschaft hatte, noch keine Bahngesellschaft besaß und er mit einer Grundbesitzverwaltung Konkurs gegangen war, erhielt er von Seiten der Banken keinen Kredit. So begann er auf eigenes Risiko, Aktien zu verkaufen. Bis zum 1. Oktober 1988 hatte er von 1.800 Investoren 235.000 $ eingesammelt. Mit diesem Kapital übernahm er den Betrieb auf einer vom Salem County gepachteten Bahnstrecke, ab dem 1. Juli 1990 als West Jersey Railroad. In der Folgezeit erwarb oder pachtete er weitere Bahnstrecken und Bahngesellschaften.
Am 31. März 1992 wurde der Name in Pioneer Railcorp geändert. Ab Juni 1993 wurden die Aktien an der Chicago Stock Exchange gehandelt. 2005 wurde das Unternehmen umgewandelt und fortan die Aktien nicht mehr öffentlich gehandelt. Damit war das Unternehmen von aufwändigen Berichtspflichten an die Börsenaufsicht United States Securities and Exchange Commission, hervorgerufen auch durch den Sarbanes-Oxley Act, entbunden. Seit 2012 werden Finanzinformationen auf der Online-Handels-Plattform der OTC Markets Group veröffentlicht.
2004 trat Guy Brenkman als Präsident der Gesellschaft zurück. Sein Nachfolger wurde J. Michael Carr, 2006 übernahm er auch die Position des Chief Executive Officers. Brenkman blieb bis zu seinem Tod 2013 Mitglied des Aufsichtsrates.
Neben den Bahngesellschaften, die in der Tochtergesellschaft Pioneer Lines gebündelt sind, betreibt das Unternehmen mit der am 1. April 1990 gegründeten Pioneer Railroad Equipment Co. ein Leasingunternehmen für Lokomotiven und Güterwagen, sowie weiteren Dienstleistungen wie Reinigungen und Kleinreparaturen. Die Lokomotiven werden vor allem an die Bahngesellschaften des Pioneer Railcorp-Verbundes verpachtet. Das Tochterunternehmen Pioneer Railroad Services Inc. bietet seit dem 1. Oktober 1993 verschiedenste Verwaltungs- und Marketingdienstleistungen für die Tochterunternehmen an. Unter dem Titel „The Short Line“ wurde auch ein zwanzigseitiges Magazin herausgegeben. Mit der am 5. August 1994 gegründeten Pioneer Air Inc. wurde ein unternehmenseigenes Flugzeug (Cessna 421 B) betrieben. Pioneer Resources Inc. wurde am 30. Dezember 1993 zur Verwaltung des unbeweglichen Vermögens gegründet. Das Tochterunternehmen Rail Switching Services Inc. bietet diverse Rangierdienstleistungen an.
Am 17. Mai 2019 wurde die Übernahme des Unternehmens durch die BRX Transportation Holdings LLC bekanntgegeben. BRX ist ein Zusammenschluss der Investmentunternehmen Brookhaven Capital Partners und Related Infrastructure. Infolgedessen übernahm der Principal von Brookhaven Alex Yeros ab Juli 2019 als Chief Executive Officer die Leitung des Unternehmens. Der Unternehmenssitz wurde nach Greenwood Village (Colorado) verlegt. Am 5. Mai 2021 nannte sich das Unternehmen in Pioneer Lines um. Am 8. August 2022 wurde die Übernahme durch Patriot Rail bekanntgegeben.

## Bahngesellschaften
| Bahngesellschaft                      | Reporting mark | Bundesstaat            | Erworben           | Abgegeben          | Bemerkung |
| ------------------------------------- | -------------- | ---------------------- | ------------------ | ------------------ | --- |
| Alabama Railroad                      | ALAB           | Alabama                | 25. Oktober 1991   |                    | Erwerb der Strecke von der CSX Transportation |
| Alabama and Florida Railway           | AF             | Alabama                | 23. November 1992  | August 2011        | Erwerb der Strecke von der A&F Inc.; stillgelegt |
| Decatur Junction Railway              | DT             | Illinois               | 23. September 1993 |                    | Pachtstrecken von Cisco und CISI |
| Elkhart and Western Railroad          | EWR            | Indiana                | 1. Mai 2001        |                    | Ausgliederung aus der Michigan Southern Railroad |
| Fort Smith Railroad                   | FSR            | Arkansas               | 7. Juli 1991       |                    | Pachtstrecke der Missouri Pacific Railroad |
| Garden City Western Railway           | GCW            | Kansas                 | 29. April 1999     |                    | Erwerb aller Aktien des Unternehmens |
| Gettysburg and Northern Railroad      | GET            | Pennsylvania           | 20. Februar 2001   |                    | Erwerb der Gettysburg Railway (GBRY) und der Gettysburg Scenic Railway (GSRX)                                                                                        |
| Georgia Southern Railway              | GS             | Georgia                | 16. Dezember 2009  |                    | Erwerb der Georgia Midland Railroad (GMR) von der Atlantic Western Transportation                                                                                    |
| Indiana Southwestern Railway          | ISW            | Indiana                | 1. April 2000      |                    | Erwerb des Vermögens der Evansville Terminal Railway |
| Kendallville Terminal Railway         | KTR            | Indiana                | 1. Februar 2001    |                    | Ausgliederung aus der Michigan Southern Railroad |
| Keokuk Junction Railway               | KJRY           | Iowa, Illinois         | 12. März 1996      |                    | Erwerb der KNRECO Inc. zusammen mit dem Tochterunternehmen Keokuk Union Depot Company                                                                                |
| Michigan Southern Railroad            | MSO            | Michigan               | 6. Januar 1999     |                    | Erwerb der Michigan Southern Railroad (MSR) von Morris Leasing, Inc. und Gordon D. Morris                                                                            |
| Minnesota Central Railroad            | MCTA           | Minnesota              | 12. Dezember 1994  | 6. Mai 1999        | Erwerb von der MNVA Railroad, Verkauf an die Southern Rail Resources Inc.                                                                                            |
| Mississippi Central Railroad          | MSCI           | Mississippi, Tennessee | 1. April 1992      |                    | ehemals Natchez Trace Railroad, 1993 umbenannt |
| Napoleon, Defiance & Western Railroad | NDW            | Indiana, Ohio          | 3. Januar 2013     |                    | Erwerb der Maumee and Western Railroad durch die Michigan Southern Railroad                                                                                          |
| Pioneer Industrial Railway            | PRY            | Illinois               | 18. Februar 1998   |                    | Betrieb der Strecken der Peoria, Peoria Heights and Western Railroad (PPHW) im Auftrag der Peoria and Pekin Union Railway (PPU)                                      |
| Ripley and New Albany Railroad        | RNA            | Mississippi            | 25. November 2011  |                    | Erwerb der Mississippi Tennessee Railroad durch die Alabama & Florida Railway                                                                                        |
| Rochelle Railroad                     | RRCO           | Illinois               | 25. März 1996      | 13. November 1998  | |
| Shawnee Terminal Railway              | STR            | Illinois               | 13. November 1996  | 15. September 2018 | 1996 Erwerb der Cairo Terminal Railroad; 2018 Verkauf der (inaktiven) Infrastruktur an die Cairo Public Utility Company                                              |
| Vandalia Railroad                     | VRRC           | Illinois               | 7. Oktober 1994    |                    | Erwerb aller Aktien des Unternehmens |
| Wabash and Western Railway            | WAB            | Michigan, Indiana      | 19. Dezember 1996  | 6. Januar 1999     | Betrieb der Strecke der Michigan Southern Railroad (MSR) unter deren Namen, nach deren Erwerb 1999 umbenannt in Michigan Southern Railroad (MSO)                     |
| West Jersey Railroad                  | WJR            | New Jersey             | Oktober 1988       | 30. April 1995     | Pachtstrecke vom Salem County, 1995 Pachtvertrag ausgelaufen; 1995 umbenannt in West Michigan Railroad                                                               |
| West Michigan Railroad                | WMI            | Michigan               | 24. Juni 1995      | 3. November 2015   | Übernahme des Betriebs und späterer Erwerb der Strecke der Kalamazoo, Lakeshore and Chicago Railroad; 2012 stillgelegt, 2015 Verkauf an die Hamilton Hartford Group. |